# 本養寺 (千葉県長生村)
本養寺（ほんようじ）は、千葉県長生郡長生村本郷にある日蓮宗の寺院。山号は福聚山。旧本山は茂原藻原寺、小西法縁。

## 歴史
応永2年（1395年）日現を開山に創建。土気城（上総国）城主の酒井氏が一族で帰依し寺領と堂宇を寄進したという。明治10年（1877年）には付近の大法寺が合併された。

## 関係寺院
- 本延寺 (千葉県長生村)
- 陽光寺 (千葉県長生村)

## 参考資料
- 日蓮宗寺院大鑑編集委員会『宗祖第七百遠忌記念出版 日蓮宗寺院大鑑』大本山池上本門寺 (1981年)
- 長生村史（1960年）

## 公式サイト
- 公式ウェブサイト

座標: 北緯35度25分16.8秒 東経140度21分42.4秒 / 北緯35.421333度 東経140.361778度